# 冷兵器
冷兵器，是指純用物理性攻擊而不使用化學燃爆的武器，與火器相對；一般是不利用火藥、炸藥等熱能打擊系統、熱動力機械系統、殺傷手段，以固體機械殺傷敵人、保護自己的武器裝備；多用於近戰和白刃格鬥，但部份亦可作遠距離拋射。
冷兵器的构造一般較火器简单，可通过人力和机械的力量来操作。在火器没有大规模被使用之前，冷兵器一直是战场上广泛被使用的兵器，因此冷兵器多屬於傳統兵器，但也有例外，如電磁砲雖是極先進的武器卻沒使用化學燃爆技術，因此也屬於冷兵器的一種。冷兵器最初是由木、石、骨等原始材料制成。随着科技的发展，铜、铁等金屬逐漸成為冷兵器的主要原料。

## 傳統冷兵器
按照用途分類如下：

### 进攻性兵器
进攻性兵器可以分为格斗兵器，护身兵器，远射兵器。亦有長兵器、短兵器分類，但長兵器與短兵器在兵書中有兩種定義，以下用不會混淆之名稱來敘述：

#### 長柄武器
也稱長桿武器，一般是在长柄上安装有锋利的刃，使之具有杀伤性。这一类兵器是冷兵器时代最基本的攻击性兵器。
主要有：
- 矛
- 槍
- 槊
- 戈
- 戟
- 殳

#### 短柄武器
一般短柄，易于单手使用，主要用作护体防身。
主要有：
- 剑
- 刀
- 匕首

#### 远射兵器
也稱投射武器、抛射兵器（來自英語Missile weapon），用来远距离的杀伤敌人。主要有：
- 弓
- 弩
- 投石索
- 弹弓
- 鏢

### 防护性装具
冷兵器时代的防护性装具主要用来保护身体，以避免被敌人杀伤。例如：铠甲、盔胄、盾牌等。

### 攻守器械
又稱攻城武器、圍城武器、攻守器械是用作攻城或守城的一类兵器包括攀城的云梯、撞開城門的衝撞车、堵門的刀車、重火力的床弩、砲（拋石機）等。

### 其它
常用于生产领域的传统农具和工具。
主要有：
- 叉
- 耙
- 犁
- 鋤
- 鏟
- 鎬
- 斧

## 先進冷兵器
凡僅依靠物理推進而無使用化學燃爆，現今正在研發或剛使用不久的新式武器，皆算在先進冷兵器的範圍，屬於質量投射器的同類。
目前有:
- 氣動砲

以氣壓作動力來源，過去汽船所使用，奧地利帝國於18世紀末曾裝備過基然都尼氣步槍，稱之為奧地利氣槍兵。現在原理主要應用於輕氣槍、魚雷發射管、冷發射艦載垂直發射系統和航空母艦的蒸氣彈射器。
- 線圈砲

目前僅有實驗階段，其因耗能效益問題而暫認定實用性不佳。
- 磁軌砲

又可稱電磁砲，美國海軍已通過實驗階段，時速可達9010公里，超過音速七倍。計畫未來將其搭載於新款軍艦上，如朱姆沃爾特級驅逐艦，儘管這只是傳聞並非定案。
- 蜈蚣砲

又可稱百足砲，採用多岔路式噴射原理，由於有效設計的體積龐大，實際上不適合作為武器，目前主要的發展方向是作為太空載具的輔助推升器，以取代成本較高的輔助推升火箭（蜈蚣砲初期建造成本較高，但長時間下來每次發射的花費會較推升火箭的建造費低，且效果更好）。第二次世界大戰德國開發的V-3炮有運用類似的原理輔助加速砲彈，但由於V-3炮使用火藥引爆和火箭推進，因此屬於火器非冷兵器。

## 参看
- 中国武术器械列表
- 十八般兵器
- 传说兵器列表